# Chlorissa subrufibasis
Chlorissa subrufibasis là một loài bướm đêm trong họ Geometridae.